# دابارا
دابارا (به انگلیسی: Dabara) یک منطقهٔ مسکونی در پاکستان است که در خیبر پختونخوا واقع شده‌است.